# Marcián Albareda
Marcián Albareda, en catalán: Marcià Albereda, (Vic, ¿? - Barcelona, c. 21 de agosto de 1673) fue un compositor y maestro de capilla español del Barroco. Ejerció los magisterios de capilla de las catedrales de La Seo de Urgel y Barcelona. Se conservan obras suyas de repertorio eclesiástico y en romance.

## Vida
Aunque no hay certeza documental sobre su lugar de nacimiento, varios autores le sitúan en Vic ya que una nota documental en la Catedral de Barcelona lo hace originario de la diócesis de Vic. Se sabe que fue niño cantor, o monaguillo de coro, de la Catedral de Barcelona, donde fue discípulo de Juan Pujol hasta 1616, cuando perdió su voz de tiple.
Desde el 8 de enero de 1622 hasta 1626 fue maestro de capilla de la catedral de la Seo de Urgel.
El 24 de julio de 1626 ganó la plaza en la catedral de Barcelona, donde sucedió a su maestro Juan Pujol, que había fallecido el 17 de mayo de ese mismo año. Aunque inicialmente mantuvo buenas relaciones con el cabildo catedralicio, con el tiempo se fueron empeorando y el cabildo, que fueron restringiendo sus actividades externas, como su trabajo para la Generalidad, que le permitían ingresos adicionales. También le prohibieron la introducción de novedades en las misas.
Se mantuvo ese cargo hasta su fallecimiento, momento en que le sucedió Miguel Selma de forma interina y posteriormente, de forma oficial, Luis Vicente Gargallo.
Benet Buscarons fue discípulo suyo.

## Obra
Marcián Albareda pertenece a un grupo de polifonistas españoles que en el siglo XVII se alejaban del estilo de Palestrina, marcando características manifiestamente ibéricas, usando versos pretridentinos del canto llano y texturas polifónicas más ricas que las del stile antico italiano. Entre estos compositores, además de Albareda, se cuentan Juan Bautista Comes, Juan Pablo Pujol, Sebastián Aguilera de Heredia, Sebastián López de Velasco, Sebastián Vivanco, Gracián Babán y Juan Cererols.
El 13 de febrero de 1640, en honor de la victoria en Salces, dirigió a la catedral barcelonesa una obra policoral, con ocho coros formados por las distintas capillas musicales de la ciudad.
No se conservan muchas obras suyas. La mayoría se conservan en la Catedral de Barcelona y unas pocas en la Biblioteca de Cataluña:
- A la media noche, responsión a seis voces;
- Alma, llegad al convite, a seis voces;
- Convidando está a su mesa, romance a cuatro voces;
- Hoy deste pan consagrado pienso comer un bocado, villancico a ocho voces.

También las hay en el fondo musical de la iglesia parroquial de San Pedro y San Pablo de Canet de Mar.